# Stemme (Unternehmen)

Historisches Logo

Die Stemme GmbH ist ein international agierendes, mittelständisches Luftfahrtunternehmen in Strausberg, das die Reisemotorsegler S10 (Auslaufen der Produktion Anfang 2016), dessen Weiterentwicklung S12, die S6 (Auslaufen der Produktion Anfang 2016) sowie das Nutzflugzeug ASP S15-1 herstellt. Rund 310 Flugzeuge (Stand 2019) wurden bisher gebaut.
Seit Januar 2021 führt Benjamin de Broqueville als CEO das Unternehmen.

## Geschichte
Die Firma Stemme wurde 1984 von Reiner Stemme in Berlin-Wedding gegründet mit dem Zweck, Motorsegler zu bauen. Das Ansinnen, im damaligen West-Berlin Flugzeuge zu bauen, war höchst ungewöhnlich, da es deutschen Staatsbürgern bis zur Wiedervereinigung 1990 aufgrund des Viermächteabkommens verboten war, in Berlin motorangetriebene Flugzeuge herzustellen oder zu fliegen.
Stemme baute in den Räumen der ehemaligen AEG-Werke in der Berliner Voltastraße daher offiziell Segelflugzeuge.
Rumpf, Tragflächen und Leitwerk wurden in Berlin gebaut und dann per Lkw zum Flugplatz Braunschweig transportiert. In einer Halle am Flughafen wurde der getrennt angelieferte Motor eingebaut.

1993 zog der Betrieb nach Strausberg nahe dem Flugplatz Strausberg. 2013 wurde das Tochterunternehmen ECARYS GmbH zur Vermarktung des Nutzflugzeuges ES15 (Musterbezeichnung ASP S15-1) gegründet.

Historisches Logo

Anfang April 2017 wurde die Fusion mit der Remos AG bekanntgegeben. Bei Remos in Pasewalk wurden bereits seit 2014 Bauteile für Stemme in Faserverbundbauweise gefertigt.

## Produkte
- Stemme S10, mit diesem Motorsegler wurde im Jahr 2000 der Weltrekord im Streckensegelflug erzielt. Dabei wurde von Klaus Ohlmann in den Anden eine Distanz von 2463 Kilometern in 14 Stunden geflogen.[5]
  - Variante S10: Limbach L 2400, einfahrbarer Festpropeller, 23 m Spannweite (Produktion eingestellt)
  - Variante S10-V: Limbach L 2400, einfahrbarer Verstellpropeller, 23 m Spannweite (Produktion eingestellt)
  - Variante S10-VT: Rotax 914F2/S1, einfahrbarer Verstellpropeller, 23 m Spannweite (Produktion eingestellt)
  - Variante S12: Erstflug 2015, Rotax 914F2/S1, einfahrbarer Verstellpropeller, 25 m oder 21,7 m Spannweite, optional mit Garmin G3X-Glascockpit (in Produktion)[6]
- Stemme TSA-M, Motorsegler-Doppelsitzer, Erstflug 2006
  - Variante S6-T: Rotax 914F2, elektrisch verstellbarer MTV-7 Dreiblatt-Propeller, Festfahrwerk, 18 m Spannweite (Produktion eingestellt)
  - Variante S6-RT: Rotax 914F2, elektrisch verstellbarer MTV-7 Dreiblatt-Propeller, hydraulisches Einziehfahrwerk, 18 m Spannweite (Produktion auf Nachfrage)
- Stemme ASP, Motorflugzeug, Doppelsitzer
  - Variante S15-1 (auch ECARYS ES15): EASA-zugelassenes Motorflugzeug, MTOW 1100 kg, Rotax 914F2, elektrisch verstellbarer MTV-7-Dreiblatt-Propeller, hydraulisches Einziehfahrwerk (in Produktion)
  - Sagem (Safran) Patroller: UAV basiert auf der S15-1